# Neoserica heterophylla
Neoserica heterophylla är en skalbaggsart som beskrevs av Moser 1914. Neoserica heterophylla ingår i släktet Neoserica och familjen Melolonthidae. Inga underarter finns listade i Catalogue of Life.